# 通霄神社

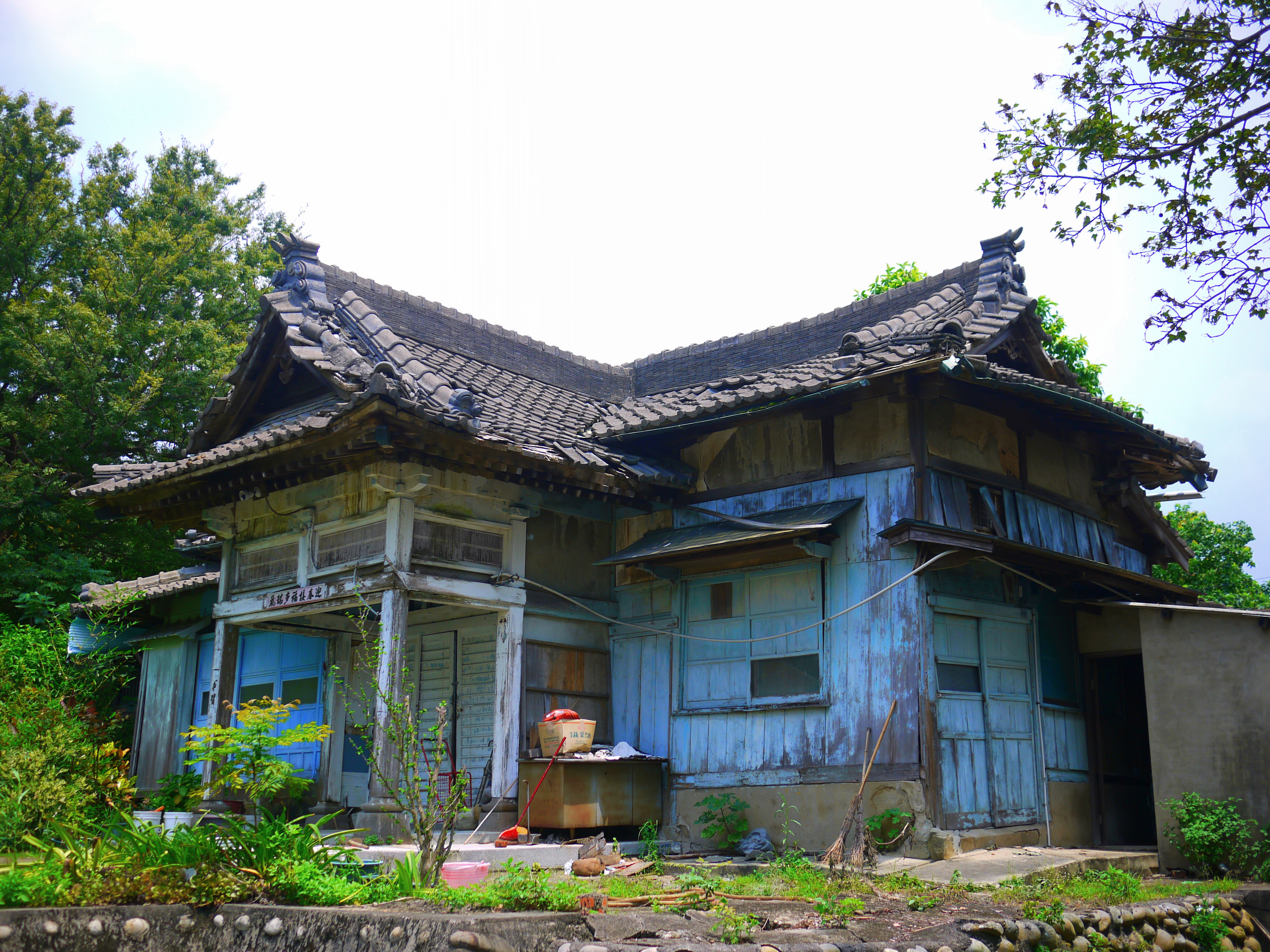
通霄神社社務所

通霄神社是一座位於臺灣苗栗縣通霄鎮的神社，該設施於西元1937年興建，舊社格為無格社，該神社鄰近虎頭山公園，創設時屬於新竹州苗栗郡通霄庄虎頭山。
主祭天照大神與北白川宮能久親王。二次大戰後，拜殿部分改為通霄鎮忠烈祠使用，其園區當前仍保存著鳥居、拜殿、參道、社務所等主要設施，大致上仍維持基有原貌，並於2002年11月26日登錄為歷史建築。

## 沿革

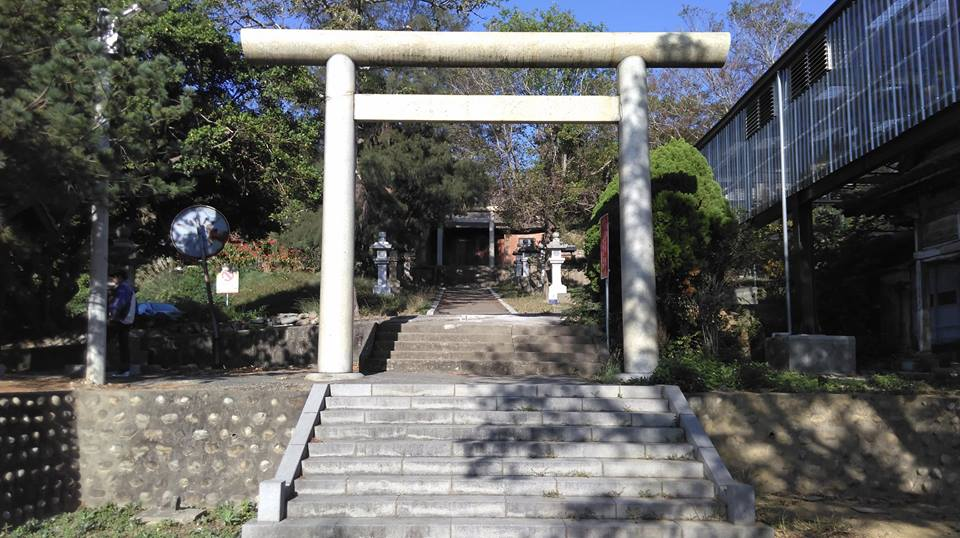
通霄神社參道

1895年8月28日，北白川宮能久親王曾在通霄地區舍營，此後在台灣日治時期，地方人士因紀念此事建立「通霄御遺跡地記念碑」作為紀念，此後因應台灣總督府普及神道教因素，日本官方在台灣積極於各地建立神社，民間及部分台灣商民亦附和之為由，日本政府在1930年代期間於台灣推行「一街庄一社」的政策，通霄神社與台灣大多數的神社均在這個時期所建立。
通霄神社興建於昭和十二年（1937年），並於1月22日、23日舉辦神社、日露戰役望樓紀念碑、御遺跡碑的行揭幕式及盛大的慶祝活動。
在第二次世界大戰結束後，國民政府接收台灣，拆毀通霄神社任何與「昭和」或與日本有關的字樣等。因此，通霄神社附屬建築，包括神官宿舍、手洗舍先後被拆除，石燈籠則部份保留。1949年後，當時的第二任通霄鎮長湯長城將拜殿改為通霄鎮忠烈祠，因除供奉先烈義士外還供奉延平郡王鄭成功，地方上遂又稱為鄭成功廟，直至1991年左右。1991年，憲兵219營之基隆憲兵隊編入中部海岸巡防司令部，看守此地區的近岸海防，其中該憲兵219營的第三連曾駐守該建築多年，且該拜殿的偏間曾被作為軍用福利社，直至2000年，海岸巡防司令部的駐軍全部撤出移防他處，然而附屬建物卻被民間百姓占住使用。
1999年時，通霄神社受到九二一大地震影響而受損，於2002年7月24日緊急發包建造保護用的鋼棚架，並於11月26日正式登錄為苗栗縣歷史建築，神社正式的整修工程則於2004年5月17日開始，並於2005年1月24日完工。而通霄神社的社務根據《苗栗縣文化資產手冊》指出此處為國有地，現遭陳姓住戶佔用，在九二一震災重建委員會襏款2000萬元維修復通霄鎮忠烈祠時，因為原住戶不肯搬遷，故未能對原神社社務所部份進行維護。
2002年11月26日，通霄神社正式登錄公告為苗栗縣歷史建築保存，並於94年1月24日修復竣工。2017年，苗栗縣文化局開始對休憩所進行修復規劃設計及調查研究、並於2018年進行保存工程及管理維護、防災計畫。當前通霄神社則以觀光導向進行經營，並於先後對現有建築進行修復，以帶動地方發展。

## 設施
通霄神社的建築物由神官宿舍（或為休憩所）、社務所、第一鳥居、手水舍、參道及石燈籠、第二鳥居、拜殿、幣殿、本殿等建築組成。其中現存建築群配置完整，原有建築均以單層木構造，室內有大小不一之分間隔局，並有拉門相互串接。

### 鳥居及參道
在落成之初，通霄神社共設有二座鳥居，作為標示入口意象之作用，兩座鳥居現仍保留且未有經過更改，其形式均屬「神明鳥居」樣式，兩根圓柱上架有圓形的笠木，是臺灣最常見的鳥居型式。
在一和神社的第一和第二鳥居之間有一條參拜道，中央鋪設著石板，而兩側各有五座石燈籠，周圍鋪設小碎石。

#### 石燈籠
通霄神社園區仍存有18座石燈籠，該結構材質為砂岩，縱72公分、橫35公分。均於昭1937年至1938年建立。石燈籠碑文刻有寫捐贈者的姓名或單位名及捐贈年份。石燈籠和鳥居石柱上的昭和字樣已被抹去，未被復原。石燈籠上刻有捐贈人來歷，包括專賣制度下的「賣捌人」，各地經銷商、苗栗郡教育會、苑裡山腳公學校職員兒童所奉獻。

### 拜殿
拜殿是神社進行祭祀儀式和進行參拜的場所，是全區面積最大的殿宇，1945年後，該建築經由政府改建做為忠烈祠使用，其內奉祀延平郡王鄭成功及革命先烈神位。拜殿在改建前原為「神明造」建築，建築式樣屬於切妻造、平入式，兩坡水的屋坡面平直無翹曲。整修後的外觀採用闽南传统建筑風格，具有紅磚牆身和燕尾翹脊的屋頂，垂脊部分呈現出相當大的分岔狀，屋頂上還嵌有中華民國國徽標誌，因而呈現著日治時期以及中華民國政府兩種政權的交替痕跡。
「幣殿」是拜殿的附屬建築，通常位於拜殿的後方或側面。是用來存放奉納的幣帛（例如銀幣、紙幣等物品）的建築，通霄神社的幣殿在戰後遭到拆除，僅存原址上的木材地基。

### 本殿
本殿位於拜殿後面的階梯上方，是神社最重要的地方，該建築過去主要祭神是天照皇大神和北白川宮能久親王，只有主祭者才能進入該建築，然而，本殿的木構建築已經於戰後拆除，只留下基座。
本殿基座是以石板砌築而成，長約8公尺、寬約6公尺，高約180公分。然而由於樹根著生嚴重，基座石板出現了嚴重的龜裂，再加上後山駁坎的破壞，因此很難判定原有的樣式。當前則採用殘跡方式來保存基座。

### 社務所
社務所位於神社的東側，昔日被稱作「東沐」或「齋館」。該建築最初提供給神社管理人員處理事務，並提供給參拜者休息、齋戒和沐浴等使用空間，通霄神社的社務所是神社現存最完整的建築之一。整體建築大致上保持了原貌，僅在左側和後側增建了一些空間。其屋頂採用「入母屋造」的結構，屋頂中央部分則設置了「千鳥破風」用來分散風力，進一步增加建築物的穩定性。此外，屋頂上還懸掛著一些魚形物件，並且妻部也有一些裝飾。
戰後，該建築物由早年隨國軍來台的段姓軍眷家屬使用，並改裝作為住宿空間使用，在近代的中，由於社務所因歷經風災、大雨、地震等因素，建築結構體與立柱逐漸位移，可能發生傾倒狀況。政府也曾搭起鋼棚架維護，避免情況持續惡化。然而，擁有社務所佔有權之家屬因採用不合作因素，使社務所修復面臨難題一再延宕，2018年，苗栗縣政府一度說服占用戶，但占用戶隨即拒絕建築師入內測繪，導致修復工程進度停滯，使得苗栗縣政府文化觀光局爭取到的社務所修復工程規劃設計與因應計畫研擬（含損壞調查）總經費175萬撤案。
2022年，通霄鎮公所委由律師正式向占用戶提告社務所長期遭占用，後在2023年占用戶終於同意將社務所點交給鎮公所，鎮公所因而對此案件進行撤告。

### 休憩所
休憩所位於社務所下方，過去曾作為神官宿舍使用，用來提供警察休息或接待貴賓住宿。儘管這座建築物位於神社附近，但它並不屬於神社的建築。該建築的建築風格比社務所更為傳統，採用了完全典型的日式建築風格，包括木結構和其內部榻榻米等元素。然而由於保存不佳，建築物已經變得非常殘破，墻壁上的漆皮已經脫落了大部分。
2020年4月，苗栗縣政府獲文化部補助一千一百萬經費對休憩所進行修復工程，並於2022年完工，經驗收後則交給通霄鎮公所維護管理。

### 其他
第一鳥居原設有手洗舍，該建築本身博愛四支木柱蓋成的切妻造涼亭，內設水槽及水瓢，參拜者先在這裡洗手漱口，潔淨身心才能參拜。該建築當前已消失。

## 相關連結
- 延平郡王
- 忠烈祠 (臺灣)
- 新竹神社
- 台灣神社列表